# W. B. 예이츠
윌리엄 버틀러 예이츠(영어: William Butler Yeats, 1865년 6월 13일 ~ 1939년 1월 28일)는 아일랜드의 시인이자 극작가이다. 20세기 영문학과 아일랜드 문학에 있어서 가장 영향력 있는 인물 중 한 명으로 평가한다.
아일랜드의 영국계 개신교 집안에서 태어나 어린 시절부터 문학을 비롯하여 오컬트나 아일랜드 신화 등 초월적 주제에 관심을 두었다. 이는 그의 문학적 성향에도 큰 영향을 미쳤다. 1889년 서완하고 탐미적인 첫 시집을 발간한 이후로 그의 시는 특유의 사실주의적 묘사를 발전시켰다. 1923년 노벨 문학상을 수상했다. 예술가인 잭 버틀러 예이츠의 형이며 존 버틀러 예이츠의 아들이다.

## 생애
더블린에서 태어나서 그 곳에서 교육을 받았지만, 그의 유년시절은 슬라이고 주에서 보냈다. 어린 시절에 시를 공부했고, 어렸을 때부터 아일랜드 전설과 신비주의 모두를 좋아했다. 두 가지 주제 모두 그의 초기 작품에서 등장하며, 이후 세기가 바뀔 때인 1900년 무렵까지도 그의 작품에 나타난다. 그가 처음으로 낸 시집은 1889년에 출간했고, 그 시집에 담은 시들은 느리고 서정적이었다. 이러한 표현은 라파엘 전파의 서정시와 마찬가지로 영국 시인 두 사람 곧 에드먼드 스펜서와 퍼시 비시 셸리에서 영향을 받았다.
화가 집안에서 출생한 그는 화가를 지망하여 미술 공부를 시작하였다. 뒤늦게 시를 쓰기 시작하여, 1889년 처녀 시집 <마신의 방황>을 발표했고, 와일드 등 유명한 시인들에게 절찬을 받았다. 그의 초기 작품은 낭만적이었으나 후기에는 점차 상징적인 방향으로 기울었다. 아일랜드 자유국이 수립하자 원로원 의원으로 정계에서 중요한 위치를 차지하였으며, 국민 극장 창설에 앞장섰다. 대표작으로 시집 <갈대 사이로 부는 바람>과 희곡집 <심원의 나라> 등이 있다.

### 어린 시절
아일랜드의 수도 더블린의 샌디마운트에서 태어났다. 그의 부친인 존 버틀러 예이츠 (1839-1922)는, 영국계 윌리엄마이트 군의 군사이자 리넨 상인이었다가 1712년 세상을 떠난 저비스 예이츠의 자손이었다. 저비스 예이츠의 손자 벤저민은 킬데어의 부유한 지주의 딸인 메리 버틀러와 결혼했다. 윌리엄 버틀러 예이츠의 부친인 존은 결혼할 당시에 법률을 공부했지만 곧 런던의 헤더리 예술학교에서 미술을 전공하기 위해 법률 공부를 중단했다. 윌리엄 버틀러 예이츠의 모친인 수전 메리 폴렉스핀은 슬라이고에서 제분업과 운송업으로 성공한 부유한 가문 출신이었다. 윌리엄이 태어나고 얼마 되지 않아 그의 가족은 외갓집에서 함께 지내려고 슬라이고로 이사하였다. 그 곳은 어린 시인의 가슴 속에 어린 시절 속 공간이었으며 마음속의 집으로 남게 된다. 시간이 흐르면서 슬라이고는, 사실 뿐만 아니라 상징적으로, 예이츠에게 “마음속의 고향” 이 된다. 버틀러 예이츠 가족은 무척 예술적인 집안이어서, 그의 남동생 잭은 유명한 화가가 되었다. 누이 엘리저베스와 수전 메리(가족들과 친구들은 그들을 롤리와 릴리라고 불렀다)는 미술 공예 운동에 가담하였다.
예이츠가 어렸을 때, 아일랜드에서는 개신교 우위(Protestant Ascendancy) 시대가 펼쳐졌다. 급격한 시대 변화로  개신교 신자였던 예이츠는 정체성의 혼란을 겪는다. 그의 가족은 아일랜드에 벌어지는 변화에 전반적으로 찬성했지만 19세기 민족주의 부활 탓에 재산 피해를 입었다. 이 사건은 예이츠의 인생관 형성에 큰 영향을 주었다. 1997년, 예이츠 전기집을 쓴 R. F. 포스터(R. F. Foster)는 사람을 이해하려면 그가 20세였을 당시의 세상을 이해해야 한다는 나폴레옹의 말이 “윌리엄 버틀러 예이츠의 경우 완벽하게 들어맞는다.” 라고 했다. 개신교 신자가 권력을 잃어가면서 예이츠의 어린 시절에도 그림자가 드리웠다. 1880년대에는 정치가 찰스 스튜어트 파넬이 권력을 얻으면서 홈룰 운동(아일랜드의 토지를 영국계 지주들의 손에서 되찾아내려는 운동)이 널리 유행했다. 1890년대에는 민족주의가 급속도로 퍼져나갔으며, 세기말에는 천주교 신자가 기득권층으로 부상했다. 이러한 변화와 발전은 예이츠의 시 문학에 막대한 영향을 주었고 아일랜드의 정체성을 찾으려는 그의 시도는 그의 국가의 역사에 큰 영향을 주었다.
1867년, 예이츠의 부친 존이 영국에서 예술 공부를 계속하기를 원하자 그의 가족은 영국으로 이주한다. 예이츠의 부모는 처음에 아이들을 집에서 교육하였다. 예이츠의 모친은 아이들에게 아일랜드 전래동화와 이야기들을 들려주고 부친은 예이츠를 슬라우 지역으로 데려가 자연사 탐구를 도우면서, 독특한 지리와 화학 교육을 제공하였다. 1877년 1월 26일, 어린 시인은 고돌핀 학교에 입학해 4년 동안 학교를 다닌다. 예이츠는 학업 면에서 눈에 띄는 학생이 아니었으며, 그의 담임교사는 성적표에 “나쁘지 않은 수준. 다른 과목보다는 라틴말에 능한 듯함. 철자법에 매우 취약함.”이라는 평가를 남겼다. 예이츠는 수학과 언어 공부에 어려움이 있었지만 (아마 그가 음치였기 때문일지도 모른다.) 생물과 동물학에 많은 관심을 보였다. 
1880년 말, 예이츠의 가족은 경제적인 이유로 인해 더블린으로 돌아와야 했다. 그의 가족은 처음에는 도심에서 살다가 후에 호스 시 교외로 이사했다. 1881년 10월, 예이츠는 더블린에 위치한 에라스무스 스미쓰 고등학교에 입학해 학업을 재개한다. 부친의 화실이 학교 주변에 위치했던 덕분에 예이츠는 많은 시간을 화실에서 보냈고 도시의 유명한 화가들과 작가들을 많이 만날 수 있었다. 이즈음, 그는 시작(詩作)을 시작했고, 1885년 예이츠의 초기 시들과 <새뮤얼 퍼거슨 경의 시 (The Poetry of Sir Samuel Ferguson)> 라는 제목의 수필집이 더블린 대학 논평지(Dublin University Review)에 발표되었다. 
1884년에서 1886년까지, 예이츠는 토마스 거리에 위치한 메트로폴리탄 예술학교(현 국립 예술 디자인 대학)에서 공부했다. 그의 초기작품들을 그가 17살이었을 때 지었고 그 중에는 중앙아시아에서 왕위에 오르는 마법사에 관한 시(퍼시 비시 셸리의 영향을 크게 받았다)가 있었다. 이 시기에 예이츠가 지은 다른 작품에는 어느 양치기에게 이교도로 고소당한 여인, 주교, 그리고 수사에 관한 연극을 비롯해 사랑과 관련된 시, 그리고 중세시대 독일 기사에 관한 설화시 등이 있다. 그의 초기작들은 지극히 평범했고, 비평가 찰스 존슨은 “아주 아일랜드답지 못하고 그에게 속삭이는 꿈이라는 어둠에서 나온 것” 같다고 하였다. 하지만 그의 초기 작품들이 셸리, 에드먼드 스펜서, 그리고 라파엘 전파(pre-Raphaelite) 시의 구절들과 분위기의 영향을 많이 받은 것에 반해, 예이츠가 이후에 지은 작품들은 아일랜드의 전설과 전래동화, 그리고 윌리엄 블레이크의 영향을 받았다. 예이츠는 후에 블레이크를 “인간들에게 위대한 진실을 전달해 준, 위대한 조물주 중 하나”라고 칭하며 그에게 경의를 표했다. 1891년, 예이츠는 <존 셔먼(John Sherman)> 과 <도호야(Dhoya)>를 출판했는데 전자는 중편소설이었고, 후자는 짧은 이야기였다. 두 작품은 더블린의 더 릴리풋 프레스(The Lilliput Press)에서 1990년 재출판하였다.

### 청년 시인
예이츠의 가족은 1887년에 런던으로 돌아왔다. 1890년에 예이츠는 플릿 스트릿(Fleet Street) 술집에서 정기적으로 시낭송을 하면서 만났던 런던 시인들 중 한 명인 어니스트 리스(Ernest Rhys)와 라이머클럽(Rhymers' Club)을 공동설립하였다. 이 때 발표한 작품들은 훗날 <비극적인 세대(Tragic Generation)>라는 이름으로 1892년 첫 번째, 1894년에 두 번째 작품집을 출판하였다. 그는 에드윈 엘리스(Edwin Ellis)와 함께 처음으로 윌리엄 블레이크 작품집을 완성하며, 잊혀진 시 <Vala, or the Four Zoas>를 재발견하였다. 훗날 퍼시 비시 셸리에 대한 에세이에서 예이츠는 “<사슬에서 풀려난 프로메테우스(Prometheus Unbound)>를 다시 읽어보았다. 신성하다고 여겼던 그 어떤 책들보다도 훨씬 확고한 세계가 있는 것 같았다.”라고 썼다.

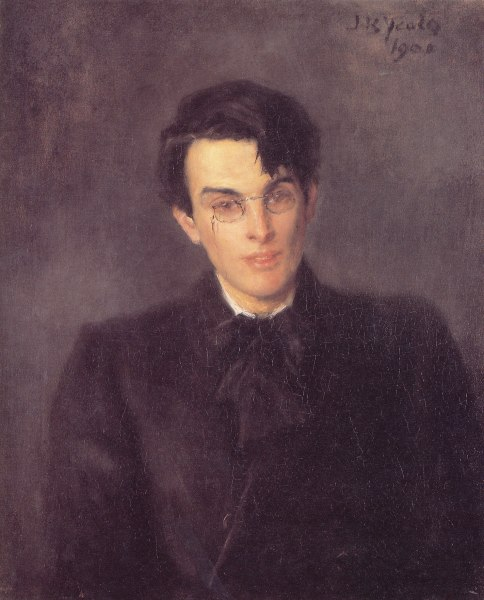
존 버틀러 예이츠가 그린 1900년도 윌리엄 버틀러 예이츠 초상

예이츠는 평생 신비주의나 심령론, 점성술에 관심을 가졌다. 그는 일생동안 이에 관한 광범위한 주제의 글들을 탐독하고 초자연현상 연구단체인 <고스트 클럽(The Ghost Club, 1911년)> 회원이 되었는데, 특히 에마누엘 스베덴보리(Emanuel Swedenborg)의 글에 영향을 받았다. 1892년 초에 예이츠는 “내가 신비로운 힘에 대해 끊임없이 연구하지 않았더라면 블레이크집에 단 한 단어도 쓸 수 없었을 것이며, <캐서린 백작부인(Countess Kathleen)>도 탄생하지 못했을 것이다. 신비로운 인생이야말로 나의 모든 행동과, 나의 모든 생각과, 나의 모든 글의 중심이다.”라고 저술했다. 신지학자인 모히니 차테르지(Mohini Chatterjee)가 연구했던 힌두교, 그리고 신비주의 등으로부터 영감을 받은 예이츠의 그러한 관심은 훗날 그의 작품에서 큰 토대를 형성하게 되었다. 그러나 몇몇 비평가들은 지적 신뢰성이 부족하다는 이유로 이러한 영향력을 무시하고 있다. 특히 위스턴 휴 오든은 이러한 면에 대해 “다 큰 성인이 뻔한 마술과 쓸데없는 인도(India) 의식에 사로잡혀 우스운 꼴을 보여주고 있는 것”이라며 비판했다.
처음 주목을 받았던 작품은 에드먼드 스펜서를 시적 모델로 한 판타지 작품 <아일랜드의 위상(The Isle of Statues)>이었다. 이 작품은 더블린 대학 논평지(Dublin University Review)에 실렸으나 그 후 재출판되지는 않았다. 첫 단독 출판집은 <모사다 극시(Mosada: A Dramatic Poem> (1886)라는 소논문으로, 예이츠의 부친이 돈을 들여 100부를 인쇄하게 된 것이었다. 그 후 1889년에는 그가 1880년대 중반에 지었던 시들을 모아 <오이진의 방랑기(The Wanderings of Oisin and Other Poems)> 라는 작품집을 발행하였다. 예이츠 전기작가인 포스터(R. F. Foster)는 이 긴 제목의 시집에 대해 “잘 알려져 있지 않은 게일(Gael)식 이름, 두드러지는 반복기법, 끊어짐 없는 운율이 세 단락에 걸친 이 시들에 미묘한 변화를 준다.”라고 말했다.
| “ | We rode in sorrow, with strong hounds three, Bran, Sgeolan, and Lomair, On a morning misty and mild and fair. The mist-drops hung on the fragrant trees, And in the blossoms hung the bees. We rode in sadness above Lough Lean, For our best were dead on Gavra's green. | ” |

| “ | 포근하고 맑은 어느 날의 안개 낀 아침, 힘센 사냥개 세 마리 브란, 스지란, 로메이어와 함께, 비탄에 잠겨 말을 타고 달렸네. 향기로운 나뭇잎 끝에 이슬 맺히듯, 활짝 핀 꽃잎 끝에 꿀벌들 맺혔네. 린 호수 그 위를 슬픔에 잠겨 달렸네, 가브라의 초원에서 죽어 여한이 없으니. | ” |

<오이진의 방랑기>는 아일랜드 신화 중 피니언 편(Fenian Cycle)의 구절들을 바탕으로 만들어졌으며, 새뮤얼 퍼거슨 경과 라파엘 전파 시인들로부터 받은 영향 또한 드러내고 있다. 완성하기까지 2년이 걸린 이 시는 그가 아직 미성숙했던 시절의 몇 안 되는 작품 중 하나이다. 이 작품의 주제는 훗날 예이츠가 다룬 가장 중요한 주제들 가운데 하나가 되는데, 그것은 바로 행동하는 삶을 넘어 명상하는 삶을 호소하는 것이었다. 이 작품 이후에 예이츠는 더 이상 장편시를 쓰지 않았다. 사랑 또는 신비롭고 난해한 주제에 대한 명상을 담은 초기 시들로는 <시들(Poems,1895)>, <비밀의 장미(The Secret Rose, 1897)>, <갈대밭의 바람(The Wind Among the Reeds, 1899)>이 있다.
1885년에 예이츠는 더블린 연금술회(Dublin Hermetic order) 창립에 합류하게 되었다. 6월 16일에 열린 첫 번째 회의에서 예이츠는 의장 역할을 맡았다. 같은 해, 신지학협회 (Theosophical Society) 런던지회에 강의를 하러 온 체터지와 공동으로 더블린 신지학회 지부(Dublin Theosophical lodge)를 열었다. 다음 해에 예이츠는 그의 첫 강신회에 참여하였다. 훗날 신지학협회와 신비학, 특히 황금여명단의 장미 십자회 이념이 접목된 신비학에 깊이 관여하게 된다. 1912년에 열린 강신회에서는 자신을 ‘레오 아프리카누스라 칭하며 예이츠의 수호신 또는 반(反)자아라고 주장하는 혼령을 만나게 되는데, 여기에서 영감을 얻어 쓴 산문집이 <Per Amica Silentia Lunae>이다. 예이츠는 1890년에 황금여명단에 정식으로 가입되어 'Daemon est Deus inversus(‘악마는 신의 다른 이름’이라는 뜻)'라는 마법명을 받았다. 이 이시스 우라니아(Isis-Urania) 종단 사원의 열렬한 전도자였던 예이츠는 그의 숙부인 조지 폴렉스펜(George Pollexfen)과 모드 곤(Maud Gonne), 플로렌스 파르(Florence Farr)를 입단시켰다. 그는 비록 개인숭배가 저변에 깔린 추상적이고 독단적인 종교에 대한 혐오감을 갖고는 있었지만 황금여명단에서 만난 사람들에게는 매력을 느꼈다. 예이츠는 플로렌스 파, 맥그리거 매터즈(Macgregor Mathers)와 함께 협회의 권력 투쟁에 가담하였으나, 블리스 로드 사건(Battle of Blythe Road)이 있던 당시 매터즈가 알레이스터 크로울리를 퇴출시키고 황금여명단의 소유물들을 독점하도록 하는 데 가장 두드러진 역할을 하였다. 황금여명단이 해체되어 여러 분파로 나뉜 후에 예이츠는 1921년까지 샛별회(Stella Matutina)에서 활동하였다.

## 조지와의 결혼
1916년, 51세가 되던 해에 예이츠는 결혼하여 아이를 낳기로 결심했다. 그는 1916년 여름에 모드 곤(Maud Gonne)에게 마지막으로 청혼을 했다. 곤의 정치 혁명 활동 경력과 클로로포름 중독, 1916년 부활절 봉기사건에 연루되어 훗날 영국군에게 처형당한 존 맥브라이드(John MacBride)와의 순탄치 않았던 결혼생활 등 그녀에게 있었던 최근 몇 년간의 개인적인 재앙들 때문에 그녀는 부적절한 아내로 여겨졌다. 전기작가인 포스터(R.F. Foster)는 예이츠의 마지막 청혼은 모드 곤과 결혼하려는 진심어린 마음 보다는 의무감에서 비롯된 것이라고 말한다.

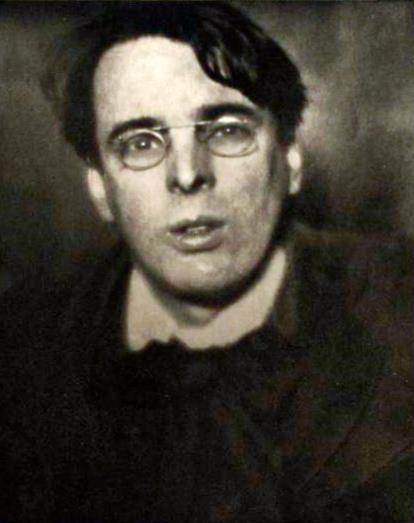
1908년 앨빈 랭던 코번(Alvin Langdon Coburn)이 찍은 예이츠

예이츠는 조건을 붙여서 무관심한 태도로 청혼했으며, 내심 그녀가 거절하기를 바랐다. 포스터(R.F. Foster)에 따르면 그가 의례적으로 모드에게 청혼하고 의례적으로 거절당했을 때, 그의 생각은 놀라울 정도로 빠르게 그녀의 딸에게로 옮겨갔다.” 이조 곤(Iseult Gonne)은 당시 21세로 모드가 뤼시앵 밀부아예(Lucien Millevoye)와의 사이에서 낳은 둘째 아이였다. 그녀는 그 때까지 슬픈 삶을 살아왔다. 짧은 생을 살고 간 그녀의 오빠를 환생시키려는 시도에서 태어났고, 태어나자마자 몇 년 동안은 그녀의 엄마의 입양된 조카로 소개되었다. 주장에 의하면 그녀는 11세에 계부에게 성폭행을 당했고, 후에는 아일랜드 공화국군을 위해 총기 밀반입자로 일했다. 15세 되던 해, 그녀는 예이츠에게 청혼을 했었다. 그리고 예이츠는 모드 곤에게 접근한지 몇 개월 후에 이조 곤에게 청혼했으나 거절당했다.
그 해 가을, 예이츠는 올리비아 셰익스피어의 소개로 만난 25세의 조지 하이디리스(Georgie Hyde-Lees, 1892-1968)에게 청혼했다. “조지, 안돼. 그 사람은 곧 죽을 노인이야.”라는 그녀의 친구들의 반대에도 불구하고 하이디 리즈는 청혼을 받아들였고, 그 해 10월 20일에 결혼식을 올렸다. 둘의 나이 차이와 예이츠가 신혼여행 도중 품었던 후회와 회환에도 불구하고 그들의 결혼생활은 성공적이었다. 부부는 앤(Anne)과 마이클(Michael) 2명의 자녀를 낳았다.
비록 나중에 예이츠가 다른 여성들과 불륜관계를 맺었을 때라도 조지는 그녀의 남편에게 이렇게 썼다. “당신이 죽은 후에 사람들은 당신의 불륜관계에 대해서 이야기할거에요. 하지만 나는 아무 말도 하지 않을 거에요. 왜냐하면 난 당신이 얼마나 자랑스러운 사람인지 기억하고 있을테니까요.”
그의 결혼생활 초반에 예이츠와 조지는 사이코그래프법과 같은 오컬트 활동에 푹 빠져 있었다. 그 안에서 조지는 그들이 “선생님”라고 부르는 다양한 영혼, 안내자들과 소통했다. 영혼들은 글자와 역사에 관한 복잡하고 난해한 시스템에 대해 이야기했고, 부부는 이를 무아지경(최면상태)의 환경과 단계, 원뿔, 나선형에 대한 설명을 통한 실험을 하면서 발전시켰다. 예이츠는 이 내용을 《비전》(1925)으로 출간하기 위해 많은 시간을 할애했다. 1924년에 그는 자신의 출판인인 워너 로리(T. Werner laurie)에게 “나는 아마 이 책이 나의 '책 중의 책'이라고 착각하고 있는 것 같다.”고 인정하는 글을 썼다.
예이츠는 1923년 노벨 문학상을 수상했으며, 노벨 위원회는 "고도의 예술적인 양식으로 전체 나라의 영혼을 표현한, 영감을 받은 시"라는 평가를 남겼다. 이는 아일랜드 사람으로서는 최초의 노벨상 수상이었다. 예이츠는 노벨상을 수상한 이후에도 자신들의 뛰어난 명작들을 완성해 낸 몇 안되는 작가 중 한 사람으로 여겨진다.

## 문체

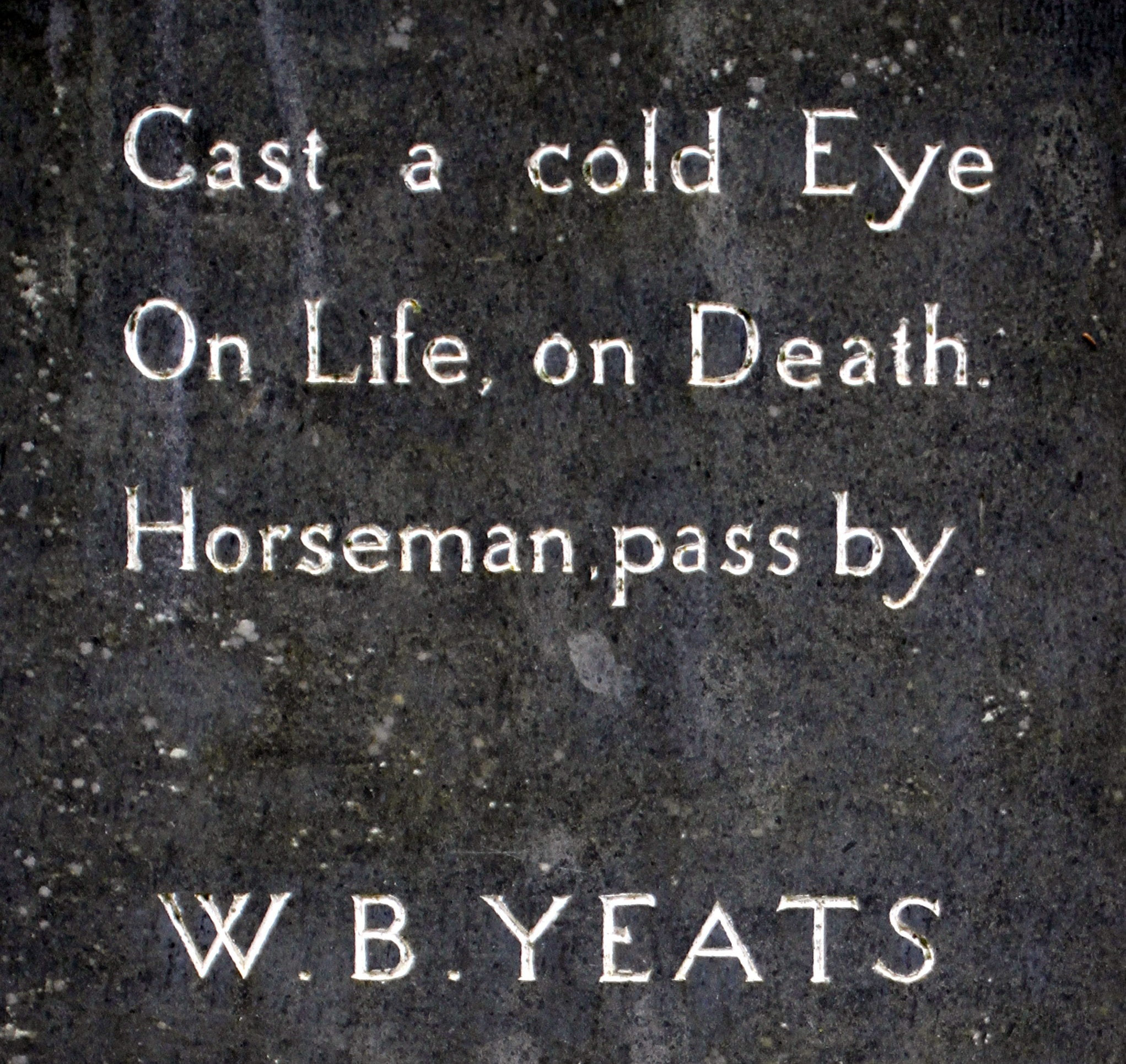
Inscription on the tombstone of William Butler Yeats in Drumcliff

예이츠는 20세기 영시 작가의 주요 인물로 평가받는다. 그는 상징시를 즐겨 지었는데 작품 속에서 사물을 암시적으로 형상화시키거나 상징적 구조를 주로 사용했다. 그는 단어를 선택하고 배열하는 과정에서 표면적 의미 이상의 추상적 의미를 전달하는 동시에 공명을 불러일으켰다. 그가 사용한 상징은 대부분 그 자체로서의 의미와 더불어 무형적이고 영원한 의미를 전달하는 것들이었다.
다른 모더니즘 작가들이 자유시 창작을 시도한 것에 반해 예이츠는 기존 문학 양식의 대가로서 문학 양식을 지켜나갔다. 하지만 그 또한 모더니즘 사조의 영향을 받아 차츰 종래의 시어법에서 벗어나 소박한 언어와 주제와 직접적으로 관련된 서술을 사용하였다. 이와 같은 변화는 그의 중기 작품인 《일곱 개의 숲에서》(In the Seven Woods), 《책임》(Responsibilities), 《초록 투구》(The Green Helmet) 등에 두드러진다. 예이츠의 후기 작품에는 보다 개인적인 내용이 많이 포함되어 있는데 그가 사망하기 20년 전에 지어진 작품들에서는 그의 아들과 딸에 대한 언급이나 늙음에 대한 사유가 드러난다. 《서커스 동물들의 탈주》(The Circus Animals' Desertion)이라는 시에서 예이츠는 후기 작품 창작의 영감에 대해 이야기한다:
| “ | Now that my ladder's gone I must lie down where all the ladders start In the foul rag and bone shop of the heart. | ” |

| “ | 이제 나의 사다리가 사라졌으니 모든 사다리가 시작하는 곳에 누워야하겠다 마음 속 낡은 중고가게 안에 | ” |

예이츠는 1919년 이래로 골웨이주 고트 인근의 투르 발릴리(Thoor Ballylee) 탑 (위도53°06'11.4", 경도08°46'29.2")에서 매년 여름을 보내다가 1929년을 기점으로 더 이상 그 여름별장을 사용하지 않는다. 예이츠는 1932년 더블린 근교 래스파에서 리버스데일 휴양지를 임대해 머물기도 했지만 그의 삶의 발자취는 주로 아일랜드 외부에 남겨져 있다. 그는 말년에 창작활동에 주력하면서 많은 운문, 연극, 산문시 등을 발표했다. 1938년, 예이츠는 그의 희곡 《연옥》(Purgatory)의 첫 공연을 감상했다. 같은 해에 그는《윌리엄 버틀러 예이츠 자서전》(Autobiographies of William Butler Yeats) 을 완성했다.
예이츠의 초기 작품 중 대부분이 아일랜드 전설과 민담을 소재로 삼은데 반해 그의 후기 작품은 보다 현실과 관련된 사항을 다루고 있는 만큼 예이츠의 초기 문체와 후기 문체는 많은 차이를 보인다. 예이츠의 작품은 시기별로 크게 세 가지로 분류할 수 있다. 초기 작품은 라파엘 전파의 영향을 받은 어조와 함께 화려한 수식을 특징으로 삼으며, 인정없는 비평가들의 말에 따르자면, 부자연스러우리만큼 격식을 갖추고 있다. 예이츠의 초기 시에는 서사시인 《오이진의 방랑기》(The Wanderings of Oisin)이나 《아일랜드의 위상》(The Isle of Statues) 이 있다. 《오이진의 방랑기》는 예이츠가 남긴 유일한 장편시이다. 그의 다른 초기작품에는 사랑이나 몽환적 주제에 관한 서정시가 있다. 중기 작품을 창작할 때 예이츠는 초기 시의 라파엘 전파적 경향을 떨쳐내고 새로운 특징의 시를 짓는다. 그가 초기 작품에서 보여주던 우미한 스타일은 딱딱하고 건조한 것으로 변화하고, 환상적이던 심상은 금속적이라 할 만큼 구체성을 지닌 심상으로 전화한다. 예이츠의 중기 작품을 좋아한 비평가들은 그의 작품이 부드러우면서 강인한 리듬을 가지고 있으면서 어떤 측면에서는 매우 모더니즘적이라고 평가한 반면, 그의 작품을 비방한 비평가들은 시적 형상화가 부족하다고 평했다. 예이츠의 후기 작품들에는 시인이 강신론의 영향을 받아 얻은 창의적인 영감이 잘 드러난다. 여러 가지 면에서 후기 작품들은 초기 작품들로의 회귀라고 할 수 있는데 예이츠의 초기 작품인《오이진의 방랑기》에서 다뤄졌던 세속적인 기사와 종교적인 성직자 사이의 갈등이라는 주제는 후기 작품《영혼의 대화》(A Dialogue Between Self and Soul)에서 다시 한 번 나타난다.
어떤 비평가들은 미술 분야의 파블로 피카소와 비슷하게 시 분야에서는 버틀러 예이츠가 19세기에서 20세기 모더니즘으로 넘어가는 과도기에 있었다고 평가하지만, 예이츠가 정말로 T. S. 엘리엇이나 에즈라 파운드와 더불어 모더니즘 작가로 인정받는 데에 이의를 제기하는 사람들도 있다. 모더니즘 작가들은 《재림》(The Second Coming) 이 예이츠가 엘리엇의 모더니즘을 모방해 유럽에서 문명이 쇠퇴함에 따라 바치는 장송곡이라고 평가했지만 훗날의 비평가들은 이 시가 예이츠의 종말론 이론에 관한 시이기 때문에 1890년 대 사회의 영향을 받은 것이라고 평가내렸다. 예이츠의 작품 활동에서 가장 중요한 시기는 그가《초록 투구》(1910) 와《책임》(1914)를 짓기 시작했을 때이다. 시인이 늙어감에 따라 그의 시 속 심상은 강력해져가서《탑》(The Tower) (1928),《나선 계단》(The Winding Stair) (1929), 그리고《새 시들》(New Poems) (1938) 은 20세기 시 가운데 가장 강력한 심상을 이용한 작품들로 손꼽힌다. 신지학과 주술의 영향을 받아 형성된 예이츠의 환상적 경향 은 예이츠의 후기 작품에 지대한 영향을 끼쳤는데 일부 비평가들은 그의 시를 보고 지적 신뢰도가 낮아졌다고 평가했다. 예이츠의 후기 작품에 드러나는 형이상학은《환상》(A Vision) (1925) 에 나타난, 소수의 사람들만 공유했던 근본과 연관되어 해석돼야 한다.
예이츠가 1920년 쓴 《재림》은 20세기 창작된 시 가운데 시적 형상화가 무척 두드러지는 시이다.
| “ | Things fall apart; the centre cannot hold; Mere anarchy is loosed upon the world, The blood-dimmed tide is loosed, and everywhere The ceremony of innocence is drowned. The best lack all conviction, while the worst Are full of passionate intensity. | ” |

| “ | 모든 것이 파괴되고 그 중심은 무너진다 오직 혼돈만이 지상에 만연하다 온 누리에 핏빛으로 얼룩진 조수가 퍼지고 순결한 의식은 물에 잠긴다 선인은 주저하고 악인의 열정은 가득하다 | ” |

이 시에서 “선인”이라고 일컬어지는 존재는 당시 유럽을 휩쓸던 물질주의의 바람 앞에서 전통 문화를 지키는데 무능력했던 기존의 기득권층이다.
시의 마지막 구절은 역사는 반복되고 당시 사회는 순환하던 역사가 마무리되고 새롭게 기독교가 성장하는 시대였다는 예이츠의 믿음을 여실히 보여준다.
| “ | And what rough beast, its hour come round at last, Slouches towards Bethlehem to be born? | ” |

| “ | 그런데 마침내 때를 맞이하여 태어나고자 베들레헴으로 뚜벅뚜벅 걷고 있는 저 거친 짐승은 누구인가? | ” |

## 예이츠와 연극
예이츠는 19세기 말의 아일랜드 연극운동의 주요한 추천자이기도 했다. 1904년에 설립된 더블린의 애비 극장이 초기의 곤란을 극복하고 존속한 것은 예이츠의 작가로서의 재능과 지도자로서의 통솔력이 크게 기여했었다.
그러나 근대극에서의 예이츠의 참된 공헌은 사실주의로 덮여 있던 연극에 시극(詩劇)을 회복시켰다는 점이다. 예이츠의 초기의 시극 <심원의 나라>(1894), <캐슬린 백작부인>(1899), <환영(幻影)의 바다>(1897-1906) 등은 관객의 상상력에 호소하는 것이며, 계속되는 <모래시계>(1903), <왕의 인구(人口)>(1903), <별에서 온 유니콘>(1907)에서는 극적 수법에 진보를 보이고 있다. 또한 농민극(農民劇)이나 아일랜드 전설에 의거한 영웅극도 썼다.
만년의 작품에서는 예이츠 시극의 특징인 단순한 표현에 포함되는 사상의 심원(深遠)함이 관객의 지성과 상상력에 가장 강하게 의존하는 형태로 정점에 이르렀다. <창가에 쓰여진 말>(1934), <연옥(煉獄)>(1938)이 그 대표작이다.